# Apeadero Universidad de Lomas
Apeadero Universidad de Lomas será un futuro apeadero ferroviario de Lomas de Zamora, provincia de Buenos Aires, Argentina.
Estará construida en la avenida Juan XXIII en la universidad de Lomas.